# Нил, Джон (хоккеист на траве)
Джон Уитли Нил (англ. John Whitley Neill, 15 мая 1934, Фримли, Суррей, Англия, Великобритания — 21 августа 2019) — британский хоккеист (хоккей на траве), защитник.

## Биография
Джон Нил родился 15 мая 1934 года в британском городе Фримли в Англии.
Играл в хоккей на траве за «Баудон» и Британскую армию.
В 1960 году вошёл в состав сборной Великобритании по хоккею на траве на Олимпийских играх в Риме, занявшей 4-е место. Играл на позиции защитника, провёл 6 матчей, мячей не забивал.
В 1964 году вошёл в состав сборной Великобритании по хоккею на траве на Олимпийских играх в Токио, поделившей 9-10-е места. Играл на позиции защитника, провёл 5 матчей, мячей не забивал.
В 1968 году вошёл в состав сборной Великобритании по хоккею на траве на Олимпийских играх в Мехико, занявшей 12-е место. Играл на позиции защитника, провёл 6 матчей, забил 2 мяча (по одному в ворота сборных Нидерландов и Пакистана). Был капитаном команды.
В 1960—1968 годах провёл за сборную Великобритании 56 матчей.
Был директором семейной пивоваренной компании Greenall Whitley.
Умер 21 августа 2019 года.